# Адей (военачальник Александра Македонского)
Адей (др.-греч. Άδδαίος или др.-греч. Άδαίος) — македонянин неизвестного происхождения, возможно, родственник военачальника Филиппа II Адея Алектриона.
Единственное упоминание Адея в античных источниках содержится у Арриана. Во время осады Галикарнаса в 334 году до н. э. хилиарх гипаспистов Адей в составе войска под командованием Птолемея встретил войско противника, которое вышло через Тройные ворота. Птолемей без труда обратил его в бегство. При отступлении галикарнасцев македоняне последовали за ними через узкий мост, который обломился под их тяжестью. Жители города в страхе перед противником преждевременно закрыли ворота, так что наибольшая резня произошла непосредственно перед стенами города. Македоняне, согласно Арриану, могли захватить город, однако Александр, который хотел сохранить Галикарнас и ещё ожидал от горожан добровольной сдачи, приказал отступить. Во время сражения погибли тысяча галикарнасцев и около 40 македонян, среди которых были и Адей с Птолемеем.